# Lörrach
Lörrach je velké okresní město v německé spolkové zemi Bádensko-Württembersko. Nachází se v regionu Markgräflerland nedaleko hranic s Francií a Švýcarskem a žije v něm okolo 50 000 obyvatel. Městem protéká řeka Wiese a jeho nadmořská výška je 272 až 570 metrů.

## Historie
Ruprecht III. Falcký udělil Lörrachu v roce 1403 právo pořádat trhy. Městem se Lörrach stal v roce 1682. V roce 1848 zorganizoval Gustav Struve v Lörrachu povstání a vyhlásil Německou republiku, jeho pokus však byl záhy potlačen.

## Současnost
Město je známé především výrobou čokolády Milka. Existuje zde také farmaceutický a textilní průmysl, městem prochází Bundesautobahn 98. Významnou památkou je zřícenina středověkého hradu Rötteln. Město je známé také díky hudebnímu festivalu, masopustnímu průvodu a stezce propojující 23 soch umístěných v plenéru. Oblast okolo Lörrachu je pro teplé klima známá jako „Německé Toskánsko“.

## Rodáci
- Ottmar Hitzfeld (1949), fotbalista
- Ruth Schweikertová (1965–2023), spisovatelka